# Marzieh (Sängerin)

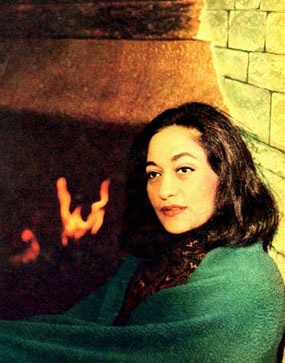
Marzieh, um 1972

Aschraf al-Sadat Mortezaie (* 1924 in Teheran; † 13. Oktober 2010 in Paris; persisch اشرف السادات مرتضایی, DMG Ašrafo's-Sādāt-e Morteżāyī), Künstlername Marzieh (persisch مرضیه, DMG Marżīye) war eine Sängerin persischer traditioneller Musik.

## Leben
Marzieh begann ihre Karriere in den 1940er Jahren bei Radio Teheran und arbeitete mit anderen populären persischen Musikern und Textern wie Ali Tajvidi, Homajun Chorram und Rahim Moeini Kermanschahi zusammen. Ihren ersten größeren Auftritt vor Publikum hatte sie 1942, als sie die Hauptrolle der Schirin in der persischen Oper Farhad und Schirin im Dschame-Barbud-Opernhaus spielte. Marzieh sang des Weiteren während der 1960er und 1970er Jahre zusammen mit dem Farabi-Orchester, welches von Morteza Hannaneh geleitet wurde, einem Pionier der persischen polyphonen Musik. Bei verschiedenen Angelegenheiten sang sie vor Persönlichkeiten wie Königin Elizabeth II., Konrad Adenauer und Richard Nixon.
Nach der Islamischen Revolution 1979 waren öffentliche Aufführungen und Radioübertragungen der Musik weiblicher Solosängerinnen für zehn Jahre gänzlich verboten. Ajatollah Khomeini verordnete damals: „Die Stimmen von Frauen sollten nicht von Männern gehört werden, es sei denn diese sind Mitglieder ihrer eigenen Familien.“

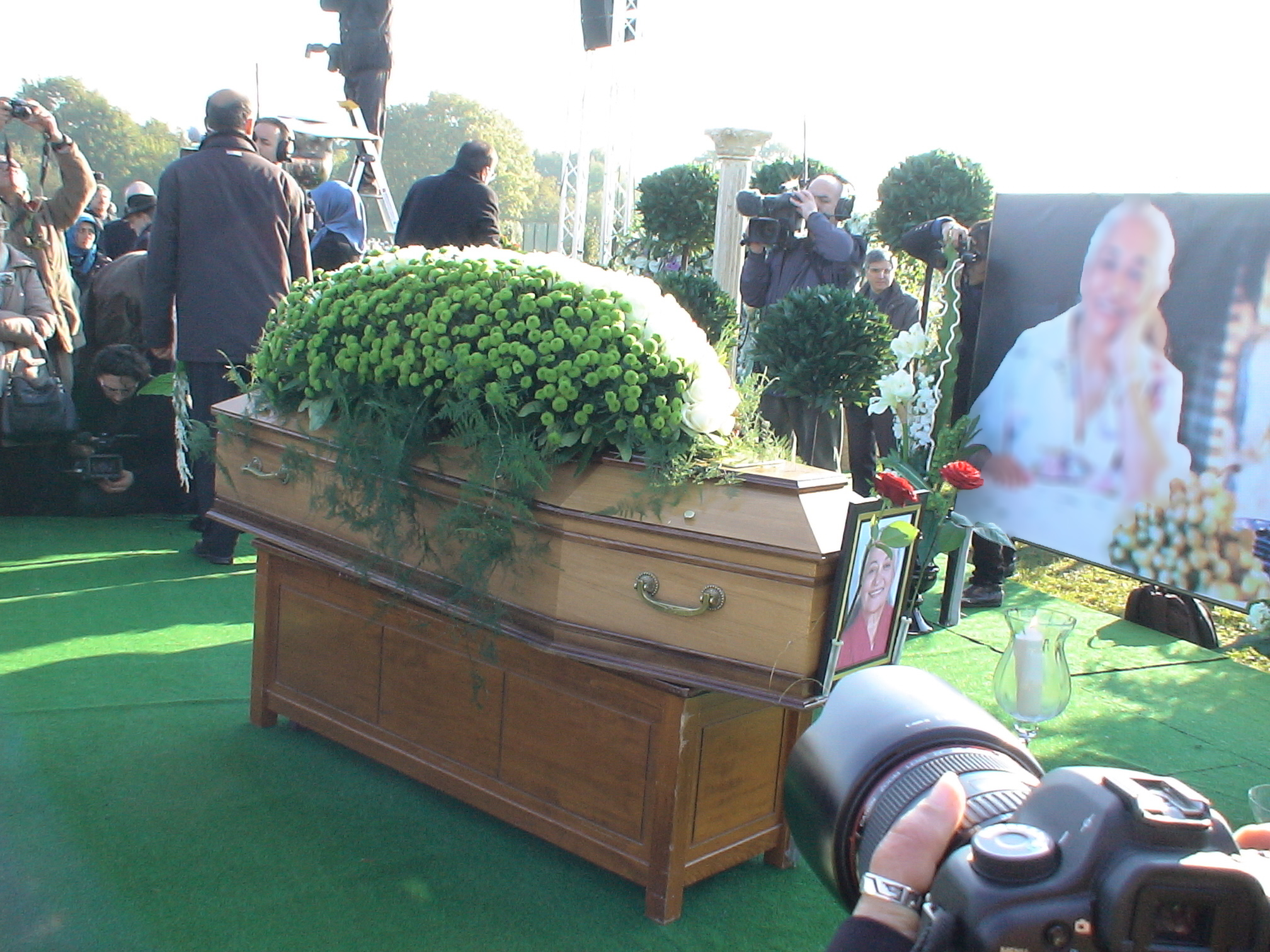
Marziehs Sarg bei ihrer Beisetzung auf dem Friedhof von Auvers-sur-Oise am 18. Oktober 2010

Nach dem Tod Khomeinis deuteten die nachfolgenden Mullahs an, dass sie ihre Gesangskarriere fortsetzen könne, vorausgesetzt sie singe niemals für Männer. Sie lehnte ab und erklärte: „Ich habe immer für alle Iraner gesungen“; im Jahr 1994 verließ sie infolge der Repressionen schließlich endgültig den Iran und zog nach Paris.
Im Westen trat sie bei mehreren Konzerten auf, so in  Los Angeles und in der Royal Albert Hall in London. Der in Paris ansässige Komponist Mohammed Schams und der Tar-Solist Hamid Reza Taherzadeh arbeiteten hauptsächlich mit ihr im Exil zusammen.
Sie war zweimal verheiratet; mit ihrem ersten Ehemann hatte sie eine Tochter, Hengameh Amini, mit ihrem zweiten Ehemann Malik Afzali hatte sie einen Sohn.
Marzieh starb am 13. Oktober 2010 in Paris im Alter von 86 Jahren an Krebs.